# Valdemar J.F. Wulff
Valdemar Johan Frederik Wulff (7. januar 1890 i Hjørring – 19. november 1972 i København) var en dansk officer og slotsforvalter.

## Biografi
Han var søn af konsulent, folketingsmand Julius Wulff og hustru Oscarline født Frantzen, blev student fra Slomanns Skole, premierløjtnant i Ingeniørkorpset 1912 og gennemgik Hærens Officersskoles ingeniørklasse 1918-20. Wulff blev chef for 2. ingeniørkompagni 1921, for 5. ingeniørkompagni 1926, kaptajn samme år, var på tjenesteophold ved pionertropper i Sverige og Østrig 1929 og var chef for 2., 5. og 4. bygningsdistrikt 1930-37 og forestod i denne periode opførelsen af Tønder, Fredericia og Søgaard Kaserner 1934-37. Wulff blev oberstløjtnant 1937, kontorchef i Krigsministeriet 1937 og chef for 2. pionerbataljon 1941.
Efter besættelsen blev han oberst 1945 og tjenstgørende ved Hærens Bygningstjeneste samme år og var direktør for denne fra 1947 til 1952, hvor han blev slotsforvalter ved Frederiksborg Slot. 1959 gik han på pension. Han var Kommandør af Dannebrog, Dannebrogsmand og bar Hæderstegnet for god tjeneste ved Hæren.
Wulff blev gift 1913 med Lilli Rosendahl (11. maj 1892 i Sakskøbing - 16. december 1990 i Ordrup), datter af sagfører S.E. Rosendahl (død 1903) og hustru Elise født Ottosen (død 1929).